# Karol Milik
Karol Milik (24. června 1892, Renardowice (Čechovice-Dědice) – 10. května 1976, Gorzów Wielkopolski) byl polský římskokatolický duchovní a první polský apoštolský administrátor vratislavské arcidiecéze.

## Životopis
Navštěvoval střední školu v Těšíně a poté studoval teologii na semináři ve Vidnavě. V roce 1928 získal titul doktora práv na Jagellonské univerzitě.
26. července 1915 byl Adolfem Bertramem vysvěcen na kněze a během první světové války vykonával činnost vojenského kaplana (dosáhl hodnosti majora). Po válce působil jako ředitel Společnosti lidové četby v Poznani. Během nacistické okupace Polska byl členem podzemní organizace Vlast a zúčastnil se také Varšavského povstání.
Po skončení druhé světové války – 15. srpna 1945 – jej primas polský, kardinál August Hlond jmenoval apoštolským administrátorem vratislavské diecéze. V poválečném období působil jako rektor kostela svatého Jana v Poznani. Úřadu apoštolského administrátora se ujal 1. září 1945 a slavnostní uvedení se konalo 14. října v bazilice v Třebnici (vratislavská katedrála byla těžce poškozena). 21. ledna 1951 byl z rozhodnutí státní správy ze své funkce odvolán a na jeho místo nastoupil Kazimierz Lagosz.
Karol Milik zemřel 10. května 1976 ve Velkopolském Hořově a jeho ostatky jsou uloženy v kryptě katedrály svatého Jana Křtitele ve Vratislavi vedle kardinála Bolesława Kominka a Wincenta Urbana.